# Eisengarn

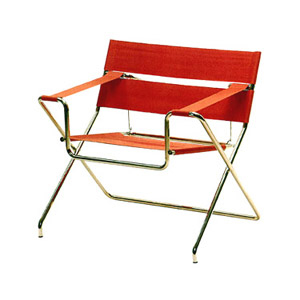
Faltbarer, mit Eisengarngurten bezogener Stahlrohrsessel B4 – auch genannt Bauhaus-Faltsessel – von Marcel Breuer, 1927. Reedition des Lauenförder Herstellers Tecta

Eisengarn ist ein stark appretiertes, mehrfach gezwirntes und paraffiniertes Baumwollgarn. Der Name bezieht sich auf die hohe Strapazierfähigkeit und Festigkeit des Materials. Eisengarn enthält – anders als häufig angenommen – kein Eisen. Das Herstellungsverfahren von Eisengarnen wird Lüstrieren genannt.
Eisengarn ist auch unter Glanzgarn bekannt.

## Herstellung
Im Lüstrierverfahren werden mehrere Baumwollfäden zunächst in gelöster Stärke, Paraffin und Wachs getränkt. Im Anschluss werden im Polierverfahren die Fäden mittels Stahlwalzen und Bürsten gespannt mit dem Ziel, alle Faserenden zu glätten. Das Resultat ist ein glänzendes, sehr reißfestes Garn, das extrem strapazierfähig ist.

## Geschichte
Das Eisengarn wurde ursprünglich in der Mitte des 19. Jahrhunderts in Barmen von den Fabrikanten Carl Theodor Wuppermann und Philipp Barthels-Feldhoff entwickelt. Es fand Verwendung für Schnürriemen, Hutlitzen, Bänder, Futterstoffe und als Nähgarn sowie in der Kabelindustrie. Dadurch verhalf es den lokalen Bandwebereien im letzten Drittel des 19. Jahrhunderts zu beträchtlichem wirtschaftlichen Auftrieb. Die Barmer Firma Barthels-Feldhoff beschäftigte bereits 1875 mehr als 300 Mitarbeiter in der Eisengarnproduktion.
Bekannt geworden ist dieses Material jedoch vor allem durch das Bauhaus Dessau. Dort entwickelte die Weberin Grete Reichardt Eisengarngurte, die Marcel Breuer zur Bespannung seiner Stahlrohrmöbel der 1920er Jahre verwendete. Der Bezug zum Bauhaus Dessau führte dazu, dass das Eisengarn nicht mehr unmittelbar mit der Wuppertaler Textilindustrie in Verbindung gebracht wird.
Heute wird Eisengarn nur noch vereinzelt, beispielsweise für originalgetreue Reeditionen von Bauhaus-Klassikern, verwendet.